# Meinier

Meinier é uma comuna suíça do Cantão de Genebra que fica entre Choulex, Collonge-Bellerive, Corsier, Gy e Jussy.
Segundo o Departamento Federal de Estatísticas Puplinge ocupa uma superfície de 6.96 km2 e com 14.8 % de terreno ocupado por habitações ou infra-estrutura, enquanto mais de 80 % é superfície agrícola. Paralelamente teve um pico de desenvolvimento habitacional nos anos 1970 quando passou a 518 a 1288 habitantes em 1980, e tem-se mantido estacionário desde que antingiu 1807 em 2008.